# Manuel Casares Hervás
Manuel Casares Hervás (Láchar, Granada, 24 de julio de 1917 - Almería, 24 de enero de 1990) fue un sacerdote católico español, obispo de Almería.

## Biografía

### Formación
Aunque nacido en Láchar, desde niño se crio en la vecina localidad de Valderrubio. Estudió en Granada en el Seminario de San Cecilio y en la Facultad de Teología de Cartuja, donde obtuvo el grado de doctor.

### Trayectoria
Tras ser nombrado coadjutor de la parroquia de las Angustias de Granada, opositó a canónigo de la catedral de Granada, de la que fue archivero. Impartió clases de Religión en el Instituto Padre Suárez de la misma capital y ocupó los cargos de vicedelegado diocesano de Acción Católica y de consiliario de la Juventud Universitaria Masculina de Acción Católica (JUMAC).

### Obispo
Fue nombrado obispo de Almería el 7 de abril de 1970 y consagrado por el arzobispo coadjutor de Granada, Emilio Benavent Escuín, el 15 de mayo siguiente en la catedral de Almería.
Durante su pontificado se crearon en la diócesis de su cargo setenta y tres parroquias e imprimió un fuerte impulso a las labores de asistencia social de la Iglesia diocesana.
Como integrante de la Conferencia Episcopal Española, fue miembro de la Comisión para la Doctrina de la Fe, promotor de la Pastoral Sanitaria, presidente de la Comisión Episcopal de Migraciones y miembro de la Comisión del Patrimonio Artístico y Cultural. También fue secretario de la Asamblea de Obispos del Sur. 
Prácticamente desde el inicio de su etapa episcopal, padeció una enfermedad crónica que en 1988 llegó a tal extremo de gravedad que la Santa Sede consideró necesario nombrar al arzobispo de Granada, José Méndez Asensio, administrador apostólico de la diócesis de Almería,  hasta que se hizo cargo de la misma Rosendo Álvarez Gastón, nombrado obispo el 12 de mayo de 1989.

### Final
Falleció el 24 de enero de 1990 y su cadáver fue inhumado en la capilla de san Indalecio de la catedral de Almería.

## Publicaciones
- Memoria de los archivos diocesanos (1964);
- Archivo catedral: Inventario general Granada, 1965 (1965);
- Pastoral sanitaria (1976).